# Chiesa dei Bianchi
La chiesa dei Bianchi o chiesa della Madonna della Pace è un edificio sacro che si trova a Montalcino.

## Storia e descrizione
La chiesa è sede della confraternita della Misericordia. Ha il portale in travertino. Ad unica navata, presenta all'interno dipinti del XVI secolo: sull'altare maggiore un dipinto raffigurante i santi Elisabetta d'Ungheria e Ludovico di Tolosa adoranti la Madonna col bambino tra i santi Francesco e Chiara, detto della Madonna della Pace.